# Възвишение (филм)
„Възвишение“ е българско-македонски игрален филм (исторически) от 2017 година създаден по романа със същото име на писателя Милен Русков. Режисьор на филма е Виктор Божинов. Първият официален трейлър към филма излиза на 17 февруари 2017 година. 
За първи път е прожектиран на 1 ноември 2017 г. в Котел, а премиерата му е на 10 ноември 2017 г.

## Сюжет
Историята е смесица от исторически факти и художествена измислица. През 1872 година Димитър Общи и сподвижниците му осъществяват Арабаконашкия обир. Сред групата осъществила обира са Гичо (Алек Алексиев) и Асенчо (Стоян Дойчев) – полу-революционери, полу-разбойници. Двамата получават задача от революционерите да издирят и да предадат писмо на Васил Левски. Търсенето се превръща в истинско приключение и изпитание за двамата.

## Актьорски състав
- Алек Алексиев – Гичо
- Стоян Дойчев – Асенчо
- Филип Аврамов – Димитър Общи
- Христо Петков – Тодор Шумненеца
- Кирил Ефремов – Петко Страшника
- Станислав Ганчев – Пейо Бръмбара
- Благовест Благоев – Наш Тотко
- Владимир Михайлов – Симо Влаха
- Румен Гавазанов – Георги Чумата
- Ивайло Димитров – Стефан Жълъда
- Антонио Димитриевски – Григор Стойневски Македонеца
- Веселин Анчев – Велчо Шунтов
- Евгени Будинов – Хаджи Станьо Врабевски
- Захари Бахаров – Иван Драсов
- Юлиан Вергов – Господин Рашов
- Пламен Сираков – Атанас
- Малин Кръстев – Фелдшера Тодор
- Красимир Доков – Георги Фъргов
- Илия Ласин Бръчков – Станко скъпото
- Никола Бренишо – Френецо
- Явор Гигов – Мъжът на чешмата
- Димитър Рачков – 40-годишен мъж
- Троян Гогов – Васил Левски
- Досьо Досев – Димчо Великов Печатаря
- Стефан Денолюбов – Али Чауш
- Любомир Младенов – Каймакаминът
- Йордан Данчев – Ахмед Ага
- Димитър Живков – Ненчо Кехая
- Васил Михайлов – Хаджи Петър Матеев
- Герасим Георгиев – Юсуф ага
- Стойко Пеев – Субашът
- Параскева Джукелова – Майката на Гичо

## Премиера и приходи
Българският филм „Възвишение“ оглави българския боксофис за уикенда и надмина по зрители и премиерния „Убийство в Ориент експрес“ по Агата Кристи, и световния хит „Тор: Рагнарок“.
Филмът е гледан от над 72 хил. в първите 10 дни и има приходи от 220 хил. лв. само за премиерния уикенд, показва статистиката на Националния филмов център. Според екипа му, това е най-добрия старт за български филм за последните 7 години и вторият най-добър, откакто се води статистика, тоест от 1989 г. насам.
Приключенията на Гичо и Асенчо, героите от едноименния роман на Милен Русков, бяха едно от най-очакваните и най-широко рекламираните заглавия в новото българско кино. Той върви и на най-много екрани – 65, в сравнение с 54 за „Убийство в Ориент експрес“ и 48 за „Тор“, който е в третата седмица на прожекциите си и бе лидер дотогава. За сравнение – „Тор“ бе гледан от близо 30 хил. души в първия си уикенд, на 68 екрана. „Възвишение“ излезе в петък, 10 ноември.

## Награди
- Специална награда на журито на фестивала „Златна роза“ (Варна, 2018)[3]
- Награда за най-добра мъжка роля на фестивала „Златна роза“ (Варна, 2018) - за Александър Алексиев.